# Clifton (Kansas)
Clifton è una città degli Stati Uniti d'America della contea di Washington e in parte della contea di Clay nello Stato del Kansas.